# Brockenberg
Brockenberg este o arie protejată (arie specială de conservare — SAC, sit de importanță comunitară — SCI) din Germania întinsă pe o suprafață de 32,36 ha, integral pe uscat.

## Localizare
Centrul sitului Brockenberg este situat la coordonatele 50°44′59″N 6°13′53″E / 50.7497°N 6.2314°E.

## Înființare
Situl Brockenberg a fost declarat sit de importanță comunitară în martie 2001 pentru a proteja 1 specie de animale. Situl a fost protejat și ca arie specială de conservare în octombrie 2004.

## Biodiversitate
Situată în ecoregiunea continentală, aria protejată conține 1 habitat natural: Pajiști calaminariene cu Violetalia calaminariae.
La baza desemnării sitului se află o specie protejată de  amfibieni: triton cu creastă (Triturus cristatus)
Pe lângă speciile protejate, pe teritoriul sitului au mai fost identificate 5 specii de plante, 8 specii de nevertebrate, 1 specie de reptile.